# Сравнительное богословие
Сравнительное богословие — богословская наука, исследующая вопросы различия в вероучении различных христианских конфессий. В отличие от других богословских наук, сравнительное богословие практически не затрагивает ереси и формирование христианской догматики Древней Церкви (до окончания эпохи Вселенских соборов).

## Теория
Сравнительное богословие выделяет пять основных исповеданий (конфессий): 
1. православие,
2. римо-католичество,
3. лютеранство,
4. кальвинизм (реформатство)
5. англиканство.

Три последних обозначают общим названием «протестантских исповеданий». Католицизм и протестантизм иногда объединяют в «западное христианство».
Различия в вероучении могут касаться вопросов догматики (например, filioque), сотериологии (например, чистилище) или сакраментологии (например, утраквизм)

## Практика
Главным практическим вопросом сравнительного богословия являются возможности и перспективы межконфессионального диалога, а также выработка конкретных мер по воцерковлению лиц иных конфессий («чин воссоединения» инославных посредством крещения и/или миропомазания). Теоретическим аспектом этого вопроса является проблема присутствия благодати в иных конфессиях и выяснение «степени поврежденности церковной природы». Важную роль в сохранении единого христианского сознания играет учение о Троице, концепция Боговоплощения и апостольская преемственность. 

## История формирования дисциплины
В качестве самостоятельной дисциплины выделилось в XVIII веке. До начала XX века рассматривалось как часть догматики, тем не менее уже в XIX преподавалось в духовных семинариях в том или ином виде. Нередко синонимом сравнительного богословия было обличительное богословие. В частности уже в 1888 году в Санкт-Петербурге вышел обзор П. Карпова, где сравнительное богословие противопоставлялось основному, догматическому и нравственному.
Считается, что с появлением экуменизма и образования ВСЦ в 1948 году сравнительное богословие стало утрачивать полемический характер.